# Republic of Korea Presidential Unit Citation

Republic of Korea Presidential Unit Citation.

La Republic of Korea Presidential Unit Citation (Hangeul: 대한민국 대통령 부대 표창 ; Hanja: 大韓民國大統領 部隊表彰) est une récompense d'unité militaire du gouvernement de la Corée du Sud qui peut être remise à des unités militaires sud-coréennes et à des unités militaires étrangères pour leurs performances exceptionnelles dans la défense de la république de Corée.
En reconnaissance du service militaire allié en Corée du Sud pendant la guerre de Corée, les militaires américains du département de la Défense des États-Unis ayant participé à cette guerre sont autorisés à porter cette récompense.